# Grup Gerak Khas

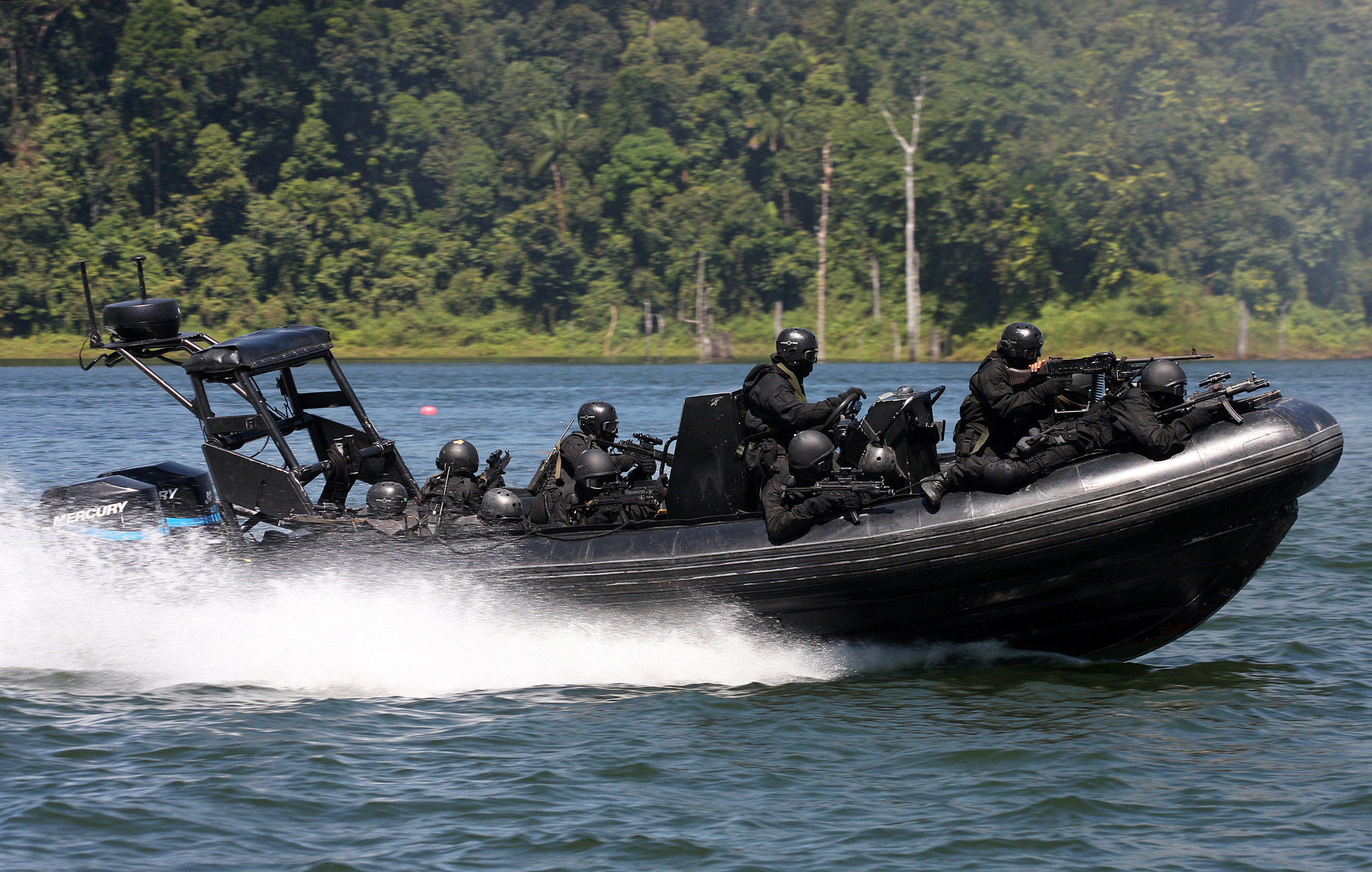
Commando du Grup Gerak Khas en démonstration, décembre 2009.

Le Grup Gerak Khas est une unité antiterroriste malaisienne. Il a été fondé en 1965 durant la Konfrontasi (conflit avec l'Indonésie au sujet de Bornéo).